# 舟崎泉美
舟崎 泉美（ふなさき いずみ、1984年6月23日 - ）は、日本の小説家、脚本家、映画監督、演出家。富山県出身。アンドリーム（&REAM）所属。

## 来歴・人物
『ほんとうはいないかもしれない彼女へ』で第一回本にしたい大賞受賞。本作で小説家としてデビュー。同作は舞台化もされ、脚本も担当。
2016年からはゲームサークル『ひとりじゃ、生きられない。』にてストーリー制作などに携わる。
2018年からは映画製作をはじめ2019年『夜を駆ける』、2021年『ユメコイ』を監督・脚本。

## 受賞・ノミネート歴

### 小説「ほんとうはいないかもしれない彼女へ」
- 2014年　第一回本にしたい大賞『ほんとうはいないかもしれない彼女へ』受賞[5]

### 映画『夜を駆ける』（英題：Run Through The Night）（監督作）
- 2020年　福岡インディペンデント映画祭 入選[6]
- 2020年　日本芸術センター　第12回映像グランプリ　入選[7]
- 2021年　International Independent Film Awards　ブロンズ賞[8]
- 2021年　第26回 the L’Age d’Or International Arthouse Film Festival (LIAFF) Monthly Selection　MARCH 2021　短編映画部門　　OUTSTANDING ACHIEVEMENT AWARD（優秀作品賞）[9]
- 2021年　第4回 Dimension Independent Film Festival SHORT FILM部門　ファイナリスト[10]
- 2021年　the PixelsGARAGE Awards　Vernal Equinox2021　　Runner up（準優勝）[11]
- 2021年　第41回 monthly season of the Virgin SpringCinefest.　ショートフィルム部門　シルバー賞[12]
- 2021年　Cult Critic Movie Awards　入選[13]
- 2021年　New York Tri-State International Film Festival April2021 女性部門（BEST FEMALE EMPOWERMENT）優勝[14]
- 2021年　第22回 ハンブルク日本映画祭招待作品 [15]
- 2021年　First-Time Filmmaker Sessions April 2021  入選
- 2021年　Near Nazareth Festival (NNF)　season10 short部門 Semi-Finalis[16]
- 2022年　第7回 栃木・蔵のまちかど映画祭　最終ノミネート[17]

### 映画『ユメコイ』（英題：Dreaming Maiden）（監督作）
- 2021年　八王子ShortFilm映画祭 一般部門ノミネート[4]
- 2022年　Luis Bunuel Memorial Awards　Monthly Selection–August 2022　Women’s Film部門　Outstanding Achevement Awards （優秀作品賞）[18]
- 2022年　Virgin Spring Cinefest　Woman’s Film部門 winner（最優秀賞）[19]

### 映画「父と子」（脚本作）
- 2022年　第8回 立川名画座通り映画祭で入選[20]

## 小説

### 小説
- ほんとうはいないかもしれない彼女へ[5]（2014年10月 学研プラス）
- 『クリネタ』No.29   ショートショート『君の声が聞こえる』(2015年)[21]
- 『クリネタ』No.34　ショートショート『マリコの想い』（2016年）[22]
- 『クリネタ』No.35　ショートショート『シンデレラはいつだって』（2016年）[22]
- 『クリネタ』No.36　ショートショート『監視の館』（2016年）[22]
- 『クリネタ』No.37   ショートショート『性格整形』（2017年）[22]
- 『クリネタ』No.38   ショートショート『みんな見てる』（2017年）[23]
- 復讐遊戯[24]（編集協力）（2018年4月 徳間書店）
- ギソク陸上部（2022年3月 学研プラス）
- 電子書籍・オーディオブック『れいわ怪奇譚 第4集』（2022年4月）[25]

### ノベライズ
- 仰げば尊し 美崎高校吹奏楽部のバラード[26](2016年10月 学研プラス)
- 仰げば尊し 美崎高校吹奏楽部のアンサンブル[26](2016年12月 学研プラス)
- 仰げば尊し 美崎高校吹奏楽部のファンファーレ[26](2017年3月 学研プラス)
- おちょやん 結婚編（2021年8月 学研プラス）
- おちょやん 女優編（2021年8月 学研プラス）
- 犬と戦争 がれきの町に取り残されたサーシャ（2025年2月 KADOKAWA）

### 短編集
- レイワ怪談 十六夜の章（2020年11月 学研プラス）『お葬式』『夢の新婚生活』』『学校の鏡』[27]
- レイワ怪談 青月の章（2021年8月 学研プラス）『リモート飲み会』『消えたスニーカー』[28]
- レイワ怪談 雨月の章（2021年8月 学研プラス）『おばあちゃんの香り』 『祭りの夜』 『真夏の合宿』[29]

## 映画

### 監督・脚本
- 性格整形（2018年9月）
- 夜を駆ける（2019年7月）※2019年7月7日 Movies-High19@渋谷ユーロライブにてお披露目[3]
- ユメコイ（2021年12月）※2021年12月5日 第9回八王子Short Film映画祭にてお披露目[4][30][31]

### 脚本
- 愛に渇く -thirst for love-（共同脚本）（2017年3月）[32]
- HITORI（2021年3月）
- 真夜中の十字架（2022年1月）
- 父と子（2022年1月）[33]

## 舞台

### 演出・脚本
- 朗読劇『めぐりあう、春夏秋冬』（2021年2月）オムニバス『ゴミのような恋』『キミが消えてしまう前に』2編[34]
- 朗読劇『めぐりあう、時間』（2021年11月）オムニバス『51枚のラブレター』『リモートの恋』2編[35]
- 朗読劇『めぐりあう、街』（2023年8月）オムニバス『100年に1度の恋』『おわりとはじまりの物語』2編

### 脚本
- ほんとうはいないかもしれない彼女へ（2016年8月）[36]
- リーディングライブ Voice cafe vol.6『彼は侵入者』（2016年3月）[37]
- リーディングライブ Voice cafe vol.8『希望ヶ丘高校文芸部の憂鬱』（2017年9月）[37]
- 朗読劇『らせんかいろ』（2017年12月）[38]
- 朗読劇『らせんかいろ2019』（2019年5月）[38][39][40][41]
- 朗読劇『文絵のために』（2019年1月）
- 朗読劇『幕末男子 ―新選組時空伝―』※2019年4月6日イベント『ラジ友感謝祭』内で上演[42]
- 朗読劇『人生リセット』※2019年8月11日イベント『山上兄弟の日』内で上演[43]
- 朗読劇『文絵のために 星見台高校の怪』（2020年1月）脚本
- 朗読劇『ワガダン』※2021年6月12日、13日イベント『ラジ友ファンミーティング』内で上演[44]
- 朗読劇『零次元アイドル』※2021年6月20日イベント『零次祭』内で上演[45]
- 朗読劇『めぐりあう、街2』（2023年12月）オムニバス『100年に1度の恋（再演）』『キミが消えてしまう前に（再演）』2編
- ラジ友マーダーミステリー『闇夜に浮かぶ真実』（2024年1月）

## 音声ドラマ

### ラジオドラマ
- 文化放送 青山二丁目劇場「裏アカインフルエンサー」脚本（2020/7/13放送）[46]
- 文化放送 青山二丁目劇場「その怒り、私が代わります！」脚本（2020/08/3放送）[46]
- 文化放送 青山二丁目劇場「隣人」脚本（2020/8/30放送）[47]
- 文化放送 青山二丁目劇場「パパはYoutuber」脚本(2020/10/19放送)[48]
- 文化放送 青山二丁目劇場「代理婚活」脚本(2020/12/21放送)[49]
- 文化放送 青山二丁目劇場「おばあちゃんのケイタイ」脚本（2021/3/29放送）[50]
- 文化放送 青山二丁目劇場「仮面舞踏会」（2021/8/2放送）[51]
- 文化放送 青山二丁目劇場「終活の終わり」（2022/5/2放送）[52]
- 文化放送 青山二丁目劇場「私、アイドルになります！」（2022/7/11放送）[53]
- 文化放送 青山二丁目劇場「夏休み日記」（2022/９/5放送）[54]
- 文化放送 青山二丁目劇場「引きこもりな私たち」（2023/９/4放送）[55]

### ドラマCD
- ドラマCD『紅魔闘伝』（2018年10月）脚本[56]
- ドラマCD『幕末男子 ―新選組時空伝―』（2019年4月）脚本
- ドラマCD『零次元アイドル 炎のように舞う』脚本（2021年12月）
- ドラマCD『零次元アイドル 冷たい雨』脚本（2021年12月）
- ドラマCD『零次元アイドル 琥珀月の誓い』脚本（2021年12月）

## アニメ

### 脚本
- ラブナイツ！A×D(&CAST!!!アワー ラブナイツ! を舞台にしたアニメ脚本)（2020年11月）[57]

### WEBアニメ
- ハンドレッドノート　スワロウテイル『悪魔のチケット -事件編-』『悪魔のチケット -捜査編-』『悪魔のチケット -解決編-』（2023年12月）脚本

- ハンドレッドノート　スワロウテイル『火刑問答 -事件編-』『火刑問答 -捜査編-』『火刑問答 -解決編-』（2024年1月）脚本

- ハンドレッドノート　スワロウテイル『オウムの鳴くところ -事件編-』『オウムの鳴くところ -捜査編-』『オウムの鳴くところ -解決編-』（2024年2月）脚本
- ハンドレッドノート　スワロウテイル『幻は逃げる -事件編-』『幻は逃げる -捜査編-』『幻は逃げる -解決編-』（2024年3月）脚本

## ゲーム

### ストーリー
- カードゲーム『カゲロウ』（2016年）[2]
- ボードゲーム『冬虫夏草』（2017年）[2]
- カードゲーム『ベルーガ』（2018年）[2]
- ゲームブック『ベルーガの冒険』（2020年7月 銀河企画）[2]
- ゲーム動画『それでもセミは、空を見たい。』（2020年10月）[2]